# 格倫代爾 (科羅拉多州圓石縣)
格倫代爾（英語：Glendale）是位於美國科羅拉多州圓石縣的一個人口普查指定地區。

## 地理
格倫代爾的座標為40°04′53″N 105°22′00″W / 40.08139°N 105.36667°W，而該地最高點為海拔高度2075米（即6807英尺）。

## 人口
根據2010年美國人口普查的數據，格倫代爾的面積為3.3平方千米，當中陸地面積為3.3平方千米，而水域面積為0.0平方千米。當地共有人口69人，而人口密度為每平方千米20人。